# Élections législatives de 1876 dans l'Yonne
Les élections législatives de 1876 ont eu lieu les 20 février et 5 mars.

## Résultats à l'échelle du département
| Partis         | Partis                            | Premier tour | Premier tour | Deuxième tour | Deuxième tour | Sièges |
| Partis         | Partis                            | Voix         | %            | Voix          | %             | Sièges |
| -------------- | --------------------------------- | ------------ | ------------ | ------------- | ------------- | ------ |
|                | Gauche républicaine, Républicains | 27 818       | 34,05        |               |               | 2      |
|                | Union républicaine                | 26 928       | 32,96        | 4 625         | 42,45         | 2      |
|                | Bonapartistes                     | 17 768       | 21,75        | 6 271         | 57,55         | 2      |
|                | Centre droit                      | 5 283        | 6,47         |               |               | 0      |
|                | Légitimistes, Droite              | 3 897        | 4,77         | 0             |               |        |
|                |                                   |              |              |               |               |        |
| Inscrits       | Inscrits                          | 107 900      | 100,00       | 13 248        | 100,00        | 6      |
| Votants        | Votants                           |              |              | 10 978        | 82,87         |        |
| Abstentions    | Abstentions                       |              |              | 2 270         | 17,13         |        |
| Blancs et nuls | Blancs et nuls                    |              |              | 82            | 0,75          |        |
| Exprimés       | Exprimés                          | 81 694       |              | 10 896        | 99,25         |        |

## Résultats par arrondissement

### Arrondissement d'Auxerre

#### 1recirconscription
| Candidats      | Candidats      | Étiquette          | Premier tour | Premier tour |
| Candidats      | Candidats      | Étiquette          | Voix         | %            |
| -------------- | -------------- | ------------------ | ------------ | ------------ |
|                | Charles Lepère | Union républicaine | 9 633        | 100,00       |
|                |                |                    |              |              |
| Inscrits       | Inscrits       | Inscrits           | 16 323       | 100,00       |
| Votants        | Votants        | Votants            | 11 660       | 71,43        |
| Abstention     | Abstention     | Abstention         | 4 663        | 28,57        |
| Blancs et nuls | Blancs et nuls | Blancs et nuls     | 2 027        | 17,38        |
| Exprimés       | Exprimés       | Exprimés           | 9 633        | 82,62        |

#### 2ecirconscription
| Candidats      | Candidats      | Étiquette          | Premier tour | Premier tour |
| Candidats      | Candidats      | Étiquette          | Voix         | %            |
| -------------- | -------------- | ------------------ | ------------ | ------------ |
|                | Paul Bert      | Union républicaine | 8 466        | 62,93        |
|                | Cherest        | Centre droit       | 4 986        | 37,07        |
|                |                |                    |              |              |
| Inscrits       | Inscrits       | Inscrits           | 17 740       | 100,00       |
| Votants        | Votants        | Votants            | 13 580       | 76,55        |
| Abstention     | Abstention     | Abstention         | 4 160        | 23,45        |
| Blancs et nuls | Blancs et nuls | Blancs et nuls     | 128          | 0,94         |
| Exprimés       | Exprimés       | Exprimés           | 13 452       | 99,06        |

### Arrondissement d'Avallon
| Candidats      | Candidats             | Étiquette          | Premier tour | Premier tour | Deuxième tour | Deuxième tour |
| Candidats      | Candidats             | Étiquette          | Voix         | %            | Voix          | %             |
| -------------- | --------------------- | ------------------ | ------------ | ------------ | ------------- | ------------- |
|                | Étienne Henri Garnier | Bonapartiste       | 4 890        | 45,33        | 6 271         | 57,55         |
|                | Jules Mathé           | Union républicaine | 3 397        | 31,49        | 4 625         | 42,45         |
|                | Flandin               | Républicain        | 1 517        | 14,06        |               |               |
|                | Brouillard            | Légitimiste        | 686          | 6,36         |               |               |
|                | D'Ornault             | Centre droit       | 297          | 2,75         |               |               |
|                |                       |                    |              |              |               |               |
| Inscrits       | Inscrits              | Inscrits           | 13 248       | 100,00       | 13 248        | 100,00        |
| Votants        | Votants               | Votants            |              |              | 10 978        | 82,87         |
| Abstention     | Abstention            | Abstention         |              |              | 2 270         | 17,13         |
| Blancs et nuls | Blancs et nuls        | Blancs et nuls     |              |              | 82            | 0,75          |
| Exprimés       | Exprimés              | Exprimés           | 10 787       |              | 10 896        | 99,25         |

### Arrondissement de Joigny
| Candidats      | Candidats            | Étiquette           | Premier tour | Premier tour |
| Candidats      | Candidats            | Étiquette           | Voix         | %            |
| -------------- | -------------------- | ------------------- | ------------ | ------------ |
|                | Alexandre Dethou     | Gauche républicaine | 14 508       | 67,42        |
|                | Le baron de Brincard | Bonapartiste        | 7 012        | 32,58        |
|                |                      |                     |              |              |
| Inscrits       | Inscrits             | Inscrits            | 28 408       | 100,00       |
| Votants        | Votants              | Votants             | 21 996       | 77,43        |
| Abstention     | Abstention           | Abstention          | 6 412        | 22,57        |
| Blancs et nuls | Blancs et nuls       | Blancs et nuls      | 476          | 2,16         |
| Exprimés       | Exprimés             | Exprimés            | 21 520       | 97,84        |

### Arrondissement de Sens
| Candidats      | Candidats           | Étiquette           | Premier tour | Premier tour |
| Candidats      | Candidats           | Étiquette           | Voix         | %            |
| -------------- | ------------------- | ------------------- | ------------ | ------------ |
|                | Victor Guichard     | Gauche républicaine | 11 193       | 77,73        |
|                | Claude-Marie Raudot | Droite              | 3 207        | 22,27        |
|                |                     |                     |              |              |
| Inscrits       | Inscrits            | Inscrits            | 19 335       | 100,00       |
| Votants        | Votants             | Votants             | 15 074       | 77,96        |
| Abstention     | Abstention          | Abstention          | 4 261        | 22,04        |
| Blancs et nuls | Blancs et nuls      | Blancs et nuls      | 674          | 4,47         |
| Exprimés       | Exprimés            | Exprimés            | 14 400       | 95,53        |

### Arrondissement de Tonnerre
| Candidats      | Candidats        | Étiquette          | Premier tour | Premier tour |
| Candidats      | Candidats        | Étiquette          | Voix         | %            |
| -------------- | ---------------- | ------------------ | ------------ | ------------ |
|                | Auguste Martenot | Bonapartiste       | 5 866        | 51,92        |
|                | Jules Rathier    | Union républicaine | 5 432        | 48,08        |
|                |                  |                    |              |              |
| Inscrits       | Inscrits         | Inscrits           | 12 846       | 100,00       |
| Votants        | Votants          | Votants            | 11 394       | 88,70        |
| Abstention     | Abstention       | Abstention         | 1 452        | 11,30        |
| Blancs et nuls | Blancs et nuls   | Blancs et nuls     | 96           | 0,84         |
| Exprimés       | Exprimés         | Exprimés           | 11 298       | 99,16        |